# Matthias Friedrich
Matthias Friedrich (* 6. Dezember 1960 in Wittenberg) ist ein deutscher Schauspieler, Puppenspieler, Dozent, Synchronsprecher und Regisseur.

## Leben
Friedrich wurde 1960 in Wittenberg geboren und besuchte nach seinem Abitur von 1983 bis 1987 die Hochschule für Schauspielkunst „Ernst Busch“ Berlin. Er lebt in Berlin.

## Karriere
Er stand unter anderem in Fernsehserien wie Im Namen des Gesetzes, Hinter Gittern – Der Frauenknast, Wolffs Revier,  Hallo Robbie!, Unser Charly und Alarm für Cobra 11 – Die Autobahnpolizei in einzelnen Episoden vor der Kamera. In den Spielfilmen Der Teufel mit den drei goldenen Haaren, Die Reichsgründung und Hollywoodtürke konnte man ihn in weiteren Nebenrollen sehen.
Matthias Friedrich wirkt in verschiedenen Theaterstücken mit. So stand er u. a. im Stück Agatha, welches im Konzerthaus Berlin vorgeführt wurde, auf der Bühne.

## Filmografie (Auswahl)
- 2001: Im Namen des Gesetzes (Fernsehserie, Episode 6x19 Hetzjagd)
- 2002: Hinter Gittern – Der Frauenknast (Fernsehserie, zwei Episoden)
- 2003: Held der Gladiatoren
- 2005: Wolffs Revier (Fernsehserie, 13x03 Kunstschuss)
- 2006: Hallo Robbie! (Fernsehserie, Episode 5x08 Herzklopfen)
- 2006: Alarm für Cobra 11 – Die Autobahnpolizei (Fernsehserie, Episode 19x05 Kein Weg zurück)
- 2007: Unser Charly (Fernsehserie, Episode 12x12 Charley auf der Jagd)
- 2009: Der Teufel mit den drei goldenen Haaren
- 2012: Seebestattung (Kurzfilm)
- 2012: Die Reichsgründung
- 2018: Extraklasse
- 2019: Hollywoodtürke